# 小西酒造硬式野球部
小西酒造硬式野球部（こにししゅぞうこうしきやきゅうぶ）は、兵庫県伊丹市に本拠地を置き、日本野球連盟に加盟していた社会人野球の企業チームである。2000年から休部していたが、2008年に正式に解散した。
運営母体は、清酒メーカーである小西酒造。

## 概要
兵庫県伊丹市に本社を置く清酒メーカーである小西酒造の軟式野球部が硬式野球部に転向し、1958年に創部した。同年の都市対抗野球は神戸市の予選に参加し、いきなり本大会に初出場を果たし、3年後の1961年には都市対抗野球でベスト8に進出している。
1973年には都市対抗野球で2回目のベスト8に進出したが、オイルショックの影響で翌年から4年間にわたり新人の採用が途絶えて戦力が低下した。
1989年から積極的に野球部の強化を進め、1995年には阪神・淡路大震災で被害を受けながら22年ぶりに都市対抗野球への出場を果たしている。
1998年には日本選手権にも初めて出場したが、長期の不況から1999年シーズン限りでの休部が決まった。同年は最後の都市対抗野球と日本選手権に出場し、後者では過去最高のベスト8に進出。同年10月には長年の活躍と地域貢献を理由に伊丹市から市民スポーツ賞を贈られた。部員24人のうち6人が他チームに移籍し、9人が会社に残って社業に専念している。
2008年6月24日付けで、正式に解散となり廃部した。

## 沿革
- 1958年 - 『小西酒造硬式野球部』として創部。都市対抗野球に初出場（1回戦敗退）。
- 1963年 - 日本産業対抗野球大会に初出場。
- 1998年 - 日本選手権に初出場（1回戦敗退）。
- 1999年 - シーズン終了をもって休部。
- 2008年 - 廃部。

## 主要大会の出場歴・最高成績
- 都市対抗野球大会 - 出場10回、8強2回（1961、1973年）
- 社会人野球日本選手権大会 - 出場2回、8強1回（1999年）
- JABA岡山大会 - 優勝1回（1969年）

## 出身プロ野球選手
- 三宅成幸（内野手） - 1969年ドラフト外で近鉄バファローズに入団
- 奥田修（捕手） - 1969年ドラフト外で阪神タイガースに入団
- 楠本秀雄（外野手） - 1970年ドラフト3位で阪神タイガースに入団
- 豊岡昭久（捕手） - 1980年ドラフト外で南海ホークスに入団
- 谷中真二（投手） - 1996年ドラフト3位で西武ライオンズに入団